# Yira Castro
Yira Castro Chadid (Sincelejo; 20 de febrero de 1942-Bogotá; 9 de julio de 1981) fue una política colombiana. Miembro del Partido Comunista Colombiano.

## Biografía
De familia comunista, fue la mayor de 6 hermanos. Estudió en el Colegio La Merced. Tuvo dos hijos con Manuel Cepeda, Iván y María Cepeda Castro.
Ingresó a la Juventud Comunista Colombiana (JUCO) en 1958, siendo una activa agitadora de las causas revolucionarias y de las reivindicaciones juveniles. Perteneció al Comité Regional de Bogotá y fue funcionaria de la Unión Internacional de Estudiantes. Se graduó como bachiller el Liceo Interamericano y se casó con el secretario general de la JUCO, Manuel Cepeda Vargas, en 1960, con quien procreó a María e Iván Cepeda Castro. En 1964 cayó presa en la Cárcel El Buen Pastor en Bogotá.
Participó junto a Manuel Cepeda de la  Conferencia de la Organización Latinoamericana de Solidaridad, (OLAS) realizada en Cuba, en 1967.  De ahí se dirigieron a Checoslovaquia hasta 1970. En Praga, Yira trabajó como funcionaría del Secretariado de la Unión Internacional de Estudiantes y como corresponsal de la CTK (agencia de prensa checoslovaca). 
Promovida al Partido Comunista Colombiano en 1970, ingresa a su Comité Central en el XI Congreso de 1972. Permanente colaboradora del semanario comunista Voz Proletaria (hoy Semanario Voz) en donde realizaba reportajes sobre el movimiento popular y estudiantil de la capital. En la década de 1970 se desempeñó como periodista y educadora del Centro de Estudios e Investigaciones Sociales (CEIS). Fue además miembro del Círculo de Periodistas de Bogotá, desde 1973, y de la Unión de Mujeres Demócratas de Colombia. Fue perseguida política durante la aplicación del Estatuto de seguridad.
En 1980 resulta elegida Concejal de Bogotá por la Unión Nacional de Oposición y el XIII Congreso del PCC la eleva a suplente del Comité Ejecutivo Central.

## Muerte
Una grave enfermedad la margina de toda actividad pública. Viajó a La Habana y a Moscú buscando atención médica y se le diagnosticó un tumor inoperable. Falleció en Bogotá el 9 de julio de 1981.

El marxismo-leninismo es la ciencia que muestra el verdadero camino que conduce a la liberación femenina y a la conquista de la plena igualdad de derechos. 
Ese camino es el mismo que debe recorrer la clase obrera y por lo tanto el puesto de la mujer está en el partido de clase del proletariado
Yira Castro

## Homenajes
En su memoria, una escuela en Bucaramanga, otra en Fusagasugá, un barrio de Cali y uno en Bogotá llevan su nombre. Así mismo la Corporación Jurídica Yira Castro.
Una de las guerrilleras de las FARC-EP que hizo parte de las negociaciones de los Acuerdos de paz entre el gobierno y las FARC-EP tenía su nombre como alias.

## Obras
- Con Romero, Manuel. (1979). La política de los comunistas colombianos: texto de estudio de la táctica del partido comunista de Colombia. Bogotá, Colombia: Ediciones Suramérica.
- Lucha de masas y presencia femenina, (1978) Documentos Políticos, n° 130, pp. 86-97, marzo – abril de 1978.
- Manuel Cepeda Vargas (1981). Yira Castro: mi bandera es la alegría. Bogotá: Colombia Nueva.